# Henry Caruso
Henry Caruso (nacido el 1 de julio de 1995 en San Mateo, California) es un jugador de baloncesto estadounidense con nacionalidad italiana que actualmente se encuentra sin equipo. Su posición es alero.

## Trayectoria
Nacido en San Mateo, California, es un alero formado en Junipero Serra High School de su Gardena (California) hasta 2013, fecha en la que ingresó en la Universidad de Princeton, situada en Princeton, Nueva Jersey, donde jugaría durante cuatro temporadas la NCAA con los Princeton Tigers, desde 2013 a 2017.
En 2017 ingresa en la Universidad de Santa Clara, situada en Santa Clara (California), donde juega la temporada 2017-18 la NCAA con los Santa Clara Broncos.
Tras no ser drafteado en 2018, el 22 de agosto de 2018 firma por el Auxilium Pallacanestro Torino de la Dutch Basketball League.
El 15 de julio de 2019, Caruso firmó por el Heroes Den Bosch de la Dutch Basketball League (DBL).
El 23 de agosto de 2020, firma por el Donar Groningen de la Dutch Basketball League. Al término de la primera temporada renovaría por otra temporada, disputando la temporada 2021-22 la BNXT League.
El 22 de julio de 2022, firma por el Élan Sportif Chalonnais de la LNB Pro A, pero no llegó a debutar con el equipo.